# Stipe Ljubas
Stipe Ljubas (Đakovo, 21. rujna 1951. – područje sela Leskura, planina Svilaja, 24. srpnja 1972.), bio je hrvatski politički emigrant i revolucionar.
Bio je članom Hrvatskog revolucionarnog bratstva koji je bio u Bugojanskoj skupini.
Poginuo je u borbi s jugoslavenskim vlastima na području sela Leskura na planini Svilaji.